# Mark Mitchell (patinage artistique américain)
Pour les articles homonymes, voir Mitchell.
Mark Mitchell, né le 2 mai 1968 à Boston dans le Massachusetts, est un patineur artistique et entraîneur américain. Il est vice-champion des États-Unis en 1993. Il n'est pas à confondre avec le patineur canadien éponyme de danse sur glace.

## Biographie

### Carrière sportive
Mark Mitchell est champion junior des États-Unis en 1986. Au niveau senior, il monte trois fois sur le podium national de son pays. D'abord en 1990 où il est médaillé de bronze derrière Todd Eldredge et Paul Wylie, puis en 1992 où il est également médaillé de bronze derrière Christopher Bowman et Paul Wylie, et enfin en 1993 où il est médaillé d'argent derrière Scott Davis,.
Il représente son pays à deux mondiaux (1992 à Oakland et 1993 à Prague). Il ne participe jamais aux Jeux olympiques d'hiver.
Il arrête les compétitions sportives après les championnats américains de 1994.

### Reconversion
Mark Mitchell tourne dans le spectacle américain Champions on Ice.
Il travaille aussi comme entraîneur de patinage avec le champion national suédois Peter Johansson au Skating Club de Boston. Ses élèves sont notamment Emily Hughes, Christina Gao, Stephen Carriere, Ross Miner ou Marissa Castelli.

## Palmarès
| Compétitions principales    | 1988    | 1989    | 1990    | 1991    | 1992    | 1993    | 1994    |  |  |  |  |  |  |  |
| Jeux olympiques d'hiver     |         |         |         |         |         |         |         |  |  |  |  |  |  |  |
| Championnats du monde       |         |         |         |         | 5e      | 4e      |         |  |  |  |  |  |  |  |
| Championnats des États-Unis | 13e     | 8e      | 3e      | 4e      | 3e      | 2e      | 5e      |  |  |  |  |  |  |  |
|                             |         |         |         |         |         |         |         |  |  |  |  |  |  |  |
| Autres Compétitions         | 1987/88 | 1988/89 | 1989/90 | 1990/91 | 1991/92 | 1992/93 | 1993/94 |  |  |  |  |  |  |  |
| Skate America               |         |         | 4e      |         |         | 3e      |         |  |  |  |  |  |  |  |
| Skate Canada                |         |         |         | 3e      |         |         | 2e      |  |  |  |  |  |  |  |
| Trophée de France           |         |         |         |         |         | 1er     |         |  |  |  |  |  |  |  |
| Coupe d'Allemagne           |         |         |         |         | 1er     |         |         |  |  |  |  |  |  |  |
|                             |         |         |         |         |         |         |         |  |  |  |  |  |  |  |